# Rauiella praelonga
Rauiella praelonga là một loài Rêu trong họ Thuidiaceae. Loài này được (Schimp. ex Besch.) Wijk & Margad. miêu tả khoa học đầu tiên năm 1962.